# 迪登科
14°7′24″N 9°30′11″W / 14.12333°N 9.50306°W
迪登科（法語：Dindenko），是馬里的城鎮，位於該國西南部，由卡伊區的基塔省負責管轄，面積1,158平方公里，海拔高度275米，2009年人口9,840，人口密度每平方公里8.5人。